# ليوليا جانجين
ليوليا جانجين (مواليد 14 أغسطس 1995) هي لاعبة تنس محترفة فرنسية، أعلى تصنيف لها في الفردي كان ال222 في أبريل 2022.

## روابط خارجية
- ليوليا جانجين على موقع رابطة محترفات التنس (الإنجليزية)
- ليوليا جانجين على موقع الاتحاد الدولي لكرة المضرب (الإنجليزية)
- ليوليا جانجين على موقع خلاصة التنس.كوم (الإنجليزية)